# Antarctoscyphus encarnae
Antarctoscyphus encarnae is een hydroïdpoliep uit de familie Sertulariidae. De poliep komt uit het geslacht Antarctoscyphus. Antarctoscyphus encarnae werd in 1997 voor het eerst wetenschappelijk beschreven door Peña Cantero, Garcia Carrascosa & Vervoort. 